# Trận dãy núi Nervasos
Trận dãy núi Nervasos (tiếng Tây Ban Nha: Batalla de los Montes Nervasos) diễn ra vào năm 419 giữa liên minh người Suebi do Vua Hermeric chỉ huy cùng với quân đội La Mã đóng tại tỉnh Hispania, chống lại liên quân người Vandal và Alan do Vua Gunderic lãnh đạo. Trận chiến diễn ra trong bối cảnh các bộ tộc German xâm lược bán đảo Iberia và xảy ra tại khu vực ngày nay là tỉnh León, Tây Ban Nha. Kết quả là chiến thắng thuộc về liên quân La Mã và Suebi.

## Bối cảnh
Từ năm 409 đến 411, các dân tộc German gồm Vandal, Suebi và Alan (người Iran) đã tiến vào bán đảo Iberia qua dãy núi Pyrenees. Trước đó, các dân tộc German này đã chinh phục tỉnh Gaul của người Gallo-La Mã, tiến hành cướp bóc trong suốt ba năm.  Trong bối cảnh Đế quốc Tây La Mã suy yếu vì các cuộc nổi dậy nội bộ, đặc biệt là do Maximus xứ Hispania và tướng Gerontius cầm đầu, các tộc người Germanic nhận thấy đây là thời điểm thích hợp để xâm lược và chia cắt vùng lãnh thổ Hispania.

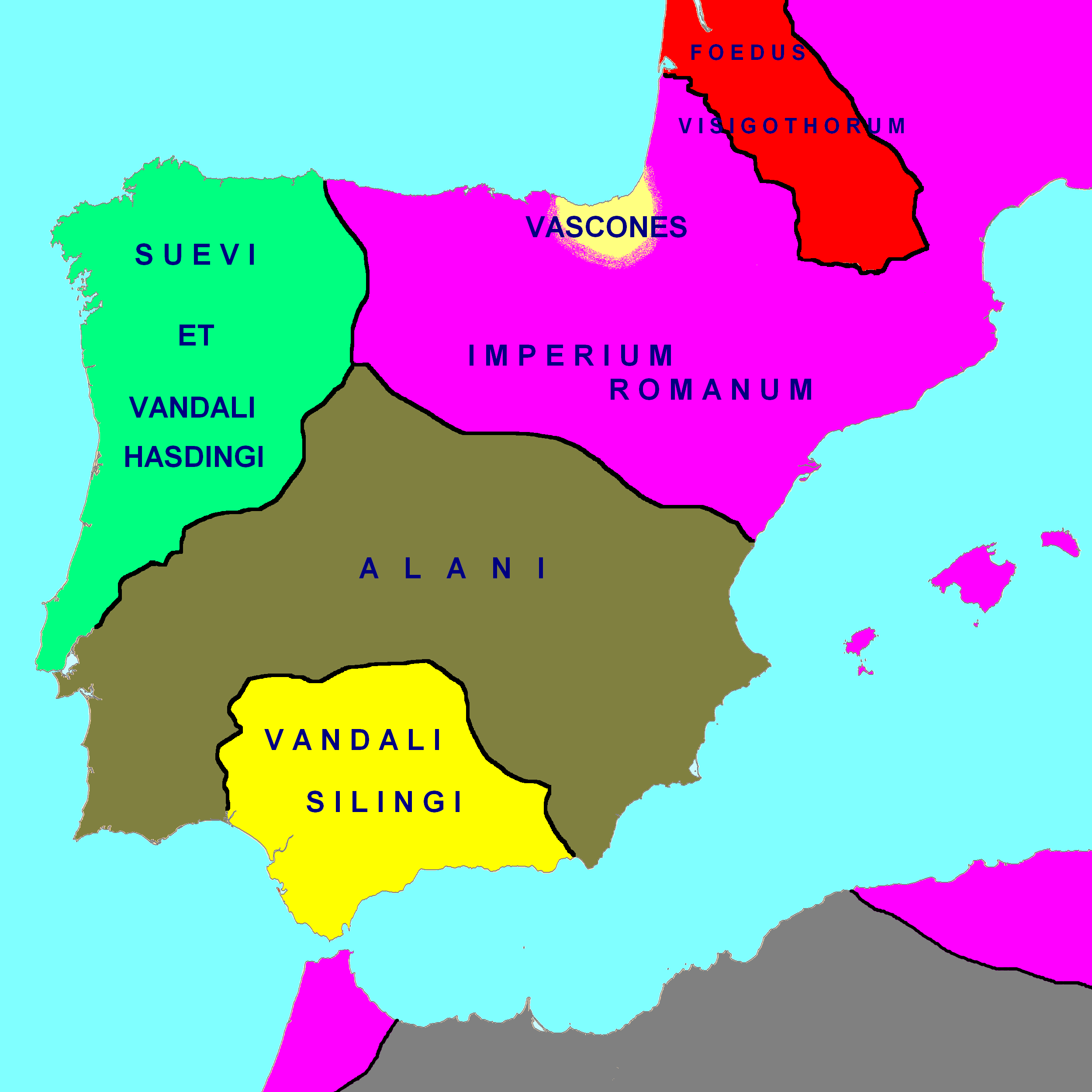
Hispania năm 418

Sau khi xâm chiếm, các dân tộc German phân chia các vùng lãnh thổ Hispania mà không gặp nhiều sự kháng cự. Người Vandal Silingi chiếm Hispania Baetica, người Alan kiểm soát Lusitania và Hispania Carthaginensis, trong khi người Suebi và Vandal Hasdingi chiếm Gallaecia. Mỗi nhóm giữ lại phần nào hệ thống hành chính của La Mã. Người Suebi tiếp tục duy trì hai đơn vị hành chính La Mã cũ là Conventus iuridicus Lucense (thủ phủ tại Lugo) và Bracarense (thủ phủ tại Braga). Người Vandal Hasdingi giữ lại Conventus Asturicensis với trung tâm tại Astorga.
Đến năm 416, vua Wallia của Vương quốc Visigoth tại Toulouse, hoạt động như một tướng La Mã, dẫn quân vào Iberia để tiêu diệt các bộ tộc xâm lược. Do các bộ tộc German không thể đoàn kết, Vandal Silingi gần như bị tiêu diệt và người Alan cũng bị tan rã sau cái chết của vua Attaces trong chiến trận. Những người còn sống sót của hai nhóm này rút lui và sáp nhập vào nhóm Vandal Hasdingi, từ đó các vị vua của họ mang danh hiệu "Vua của người Vandal và Alan".
Vua Hermeric của người Suebi chọn một chiến lược khác. Hermeric ký kết hiệp ước với Hoàng đế Honorius La Mã, nhờ đó người Suebi trở thành foederati (liên minh quân sự hợp pháp) – tương tự như vị thế của người Visigoth. Theo hiệp ước, người Hispano-La Mã phải nhường lại lãnh thổ cho người Suebi, cho phép người Suebi định cư và xây dựng lực lượng tại Braga, nơi sau này trở thành trung tâm quyền lực của người Suebi. Tuy nhiên, hành động này đã khiến người dân địa phương bất mãn sâu sắc, dẫn đến các cuộc xung đột kéo dài giữa dân bản địa và người định cư German.
Trong những năm tiếp theo, tình hình bất ổn tiếp tục leo thang. Những nỗ lực hòa bình đều thất bại, kể cả khi Giám mục Hydatius gửi một phái đoàn cầu viện tướng Gallo-La Mã Flavius Aetius – nhưng cũng không mang lại kết quả. Trong khi đó, Hermeric – được sự hậu thuẫn từ La Mã và với tham vọng mở rộng lãnh thổ – đã bắt đầu mâu thuẫn với người Vandal, một bộ tộc German khác cũng đang chiếm đóng vùng đất liền kề. Từ đó, xung đột giữa Suebi và Vandal bắt đầu bùng nổ, dẫn đến những trận chiến như Trận Nervasos năm 419.

## Trận chiến
Chi tiết về cuộc đối đầu giữa người Suebi và Vandal không được ghi chép rõ ràng, nhưng có thể suy đoán rằng chính người Suebi đã khởi xướng cuộc xung đột. Điều này được suy ra từ việc trận chiến diễn ra tại dãy núi Nervasos (có thể được đặt theo tên của người cổ Narbasi hoặc tướng La Mã Erbasius). Do vị trí không rõ ràng của dãy núi này, nhiều khả năng nó nằm trong vùng El Bierzo, thuộc tỉnh León ngày nay – vốn là khu vực Conventus iuridicus asturum, mà theo hiệp ước phân chia lãnh thổ năm 409–411, thuộc về người Vandal Hasdingi do vua Gunderic lãnh đạo.
Trong quá trình xâm nhập lãnh thổ Vandal, quân đội Hermeric (vua người Suebi) đã bị quân Vandal bao vây tại dãy núi Nervasos. Trong tình thế nguy cấp, quân Hermeric chỉ thoát khỏi thất bại nhờ sự can thiệp kịp thời từ quân La Mã. Lực lượng cứu viện này do Asterius, chức danh comes Hispaniarum (tướng chỉ huy quân sự ở Hispania), dẫn đầu một đội quân La Mã hùng hậu. Asterius đã phá vòng vây, giải cứu quân Suebi và buộc quân Vandal phải rút lui.
Chiến dịch quân sự của La Mã tiếp tục với Asterius truy kích quân Vandal đến Bracara Augusta (ngày nay là Braga, Bồ Đào Nha). Tại đây, ông đã phối hợp một cuộc tấn công hai mũi (gọng kìm) với cấp phó của mình là Maurocellus, người chỉ huy một đạo quân La Mã khác. Cả hai cánh quân đã hợp lực, chặn đánh quân Vandal Hasdingi và gây ra một thất bại nặng nề cho quân Vandal.

## Hệ quả
Sau khi thất bại trước quân La Mã và người Suebi, vua Gunderic đã dẫn tộc Vandal Hasdingi rút về phía nam để tìm nơi định cư mới tại vùng Hispania Baetica. Trong khoảng năm 421–422, quân Vandal đánh bại đạo quân của tướng La Mã Castinus, người được phái tới để tái chiếm các vùng đất cũ của La Mã. Sau chiến thắng này, người Vandal xây dựng một hạm đội lớn, từ đó giành được ưu thế hải quân trong khu vực và mở rộng lãnh thổ tại đông nam bán đảo Iberia. Người Vandal chiếm và cướp phá nhiều thành phố lớn, bao gồm Carthago Nova và Hispalis (ngày nay là Cartagena và Sevilla).
Năm 428, Gunderic qua đời, và em trai cùng cha khác mẹ của ông, Gaiseric, lên ngôi kế vị. Nhận thấy tình hình chính trị bất ổn ở Bắc Phi – nơi đang bị chia rẽ nội bộ và không có khả năng kháng cự mạnh mẽ – Gaiseric quyết định dẫn tộc Vandal vượt Eo biển Gibraltar để định cư tại đó. Gaiseric huy động hơn 80.000 người, trong đó có khoảng 15.000 chiến binh, để thực hiện cuộc di cư lớn này.
Tuy nhiên, khi đang chuẩn bị di chuyển, Gaiseric bị tấn công từ phía sau bởi một đạo quân lớn người Suebi do tướng Heremigarius chỉ huy, người khi đó đã chiếm được vùng Lusitania. Cuộc tấn công thất bại: quân Suebi bị đánh bại gần thành phố Mérida và Heremigarius chết đuối trong sông Guadiana khi cố gắng trốn thoát.
Năm sau (429), người Vandal đổ bộ lên bờ biển Ceuta (Bắc Phi). Từ đó, trong vài năm ngắn ngủi, người Vandal kiểm soát toàn bộ vùng Bắc Phi thuộc La Mã. Tuy nhiên, đến thế kỷ 6, đế chế Vandal ở Bắc Phi bị tiêu diệt bởi tướng Belisarius, dưới quyền của Hoàng đế Đông La Mã Justinian I.
Trong khi đó, người Suebi tiếp tục tồn tại ở vùng Gallaecia (Tây Bắc bán đảo Iberia) cho đến khi họ bị Visigoth chinh phục dưới thời vua Liuvigild vào năm 585.